# 2008 w informatyce
Kalendarium informatyczne 2008 roku
- 11 stycznia – wydano wersję 4.0 środowiska graficznego KDE[1].
- 25 lutego – na rynek trafił Adobe Integrated Runtime[2].
- 27 lutego – Microsoft wydał system operacyjny Windows Server 2008[2].
- 27 lutego – Microsoft opublikował aplikację WorldWide Telescope (WWT) służącą do przeglądania danych astronomicznych[2].
- 1 marca – AOL zakończył wspieranie przeglądarki internetowej Netscape Navigator[2].
- 2 marca – na rynku pojawiły się mikroprocesory Intel Core 2[2].
- 27 marca – na rynku pojawiły się mikroprocesory Phenom X3 firmy AMD[2].
- 29 kwietnia – ukazała się gra komputerowa Grand Theft Auto IV[2].
- 9 czerwca – Apple zaprezentował telefon iPhone 3G[2].
- 10 lipca – uruchomiono App Store[2].
- 26 lipca – Microsoft wydał Hyper-V[2].
- 28 sierpnia – Apple zaprezentowało nową linię komputerów iMac[2].
- 23 września – na rynku pojawił się telefon G1, pierwszy telefon wyposażony w system operacyjny Android[3][4].
- wrzesień – ukazał się protokół systemu okien Wayland[2].
- 11 października – Google uruchomiło Android Market[2].
- październik – nieznana osoba ukrywająca się pod pseudonimem Satoshi Nakamoto opublikował białą księgę o walutach cyfrowych[2][5].
- 12 listopada – wydano USB 3.0[2].
- 11 grudnia – Google wydało pierwszą wersję przeglądarki internetowej Google Chrome[2].
- Uruchomiono platformę e-learningową Canvas[2].